# Tirrânia Anícia Juliana
Tirrânia Anícia Juliana (em latim: Tyrrania Anicia Iuliana) foi uma nobre romana de meados ou finais do século IV. Segundo inscrição sobrevivente (VI 1714 = D 1271) era mulher claríssima e esposa de Quinto Clódio Hermogeniano Olíbrio, cônsul em 379. Não se sabe com exatidão seu parentesco, mas se pensa que era filha do prefeito urbano Anício Auquênio Basso e irmã de Anício Auquênio Basso, cônsul em 408. Tirrânia e Olíbrio eram pais de Anícia Faltônia Proba.